# Vilomassa
Vilomassa är en kropps massa då den befinner sig i vila i förhållande till iakttagarens referenssystem. Vilomassa betecknas  {\displaystyle m_{0}}.
Enligt den speciella relativitetsteorin leder ökad hastighet hos en partikel i förhållande till iakttagaren till att partikelns massa ökar. Detta blir dock märkbart först när partikeln når hastigheter omkring hundratals kilometer per sekund (dvs. tusen gånger ljudhastigheten eller någon promille av ljusets hastighet). Massökningen står i samklang med att ökad hastighet kräver mer energi och enligt den speciella relativitetsteorin är all massa ekvivalent med energi.
För vanliga hastigheter blir ökningen således omärklig, men vid 99 % av ljushastigheten har den totala massan blivit 7,1 gånger större. En elektron med vilomassan 0,5 MeV som accelererats till 1 000 MeV har ökat sin massa 2 000 gånger.
Massa är detsamma som "relativistisk massa", i motsats till vilomassa. 
Vilomassa är en lorentzinvariant storhet, som är given av:
{\displaystyle m_{0}^{2}=\left({\frac {E}{c^{2}}}\right)^{2}-\left({\frac {\mathbf {p} }{c}}\right)^{2},}
där {\displaystyle E} är kroppens totala energi och där p är rörelsemängden som beror på kroppens hastighet som p = E v/c²  = γ m0v, där γ = E/E0 är lorentzfaktorn; E0 = m0c ² är kroppens energi när dess totala rörelsemängd är noll.